# European Heritage Days

Logo der European Heritage Days

Die European Heritage Days wurden auf Initiative des Europarates begründet. Das Ziel dieser Tage ist es, die Öffentlichkeit für die Bedeutung des kulturellen Erbes zu sensibilisieren und Interesse für die Belange der Denkmalpflege zu wecken. Dazu werden europaweit bisher wenig bekannte Denkmale der Öffentlichkeit zugänglich gemacht und Spezialführungen angeboten. Die Koordination auf europäischer Ebene wird im Auftrag des Europarates von der „Fondation Roi Baudouin“ in Brüssel wahrgenommen.
Um möglichst einheitlich auftreten zu können, gibt es eine Grundlagenpublikation von Michel Kneubühler, die auch die Geschichte, Idee und Prinzipien darstellt.

## Geschichte
Unter dem Slogan „Faire passer sur le patrimoine le souffle de la vie – Dem kulturellen Erbe neues Leben einhauchen“ hat Jack Lang als französischer Kulturminister 1984 zum ersten Mal in Frankreich die „Journées Portes ouvertes monuments historiques – Tage der offenen Denkmale“ in Frankreich initiiert. Dies war als Experiment gedacht, fand jedoch solchen Anklang, dass diese Initiative ein Jahr später im Oktober 1985 im Zuge der Europarat-Konferenz in Granada zum Schutz des architektonischen Erbes in Europa als Vertrag formuliert und unterzeichnet wurde. Ziel der Resolution war es, der Öffentlichkeit den Wert des architektonischen Erbes zu vermitteln. Im Jahr 1992 richtete der Europarat ein eigenes Büro zur Information und Kommunikation ein.
Seit dem Einstieg der Europäischen Union im Jahr 1999 – in diesem Jahr waren bereits 46 Länder mit dabei – trägt diese europäische Veranstaltung den offiziellen Titel European Heritage Days (EHD)/Journées européennes du Patrimoine.

## Gemeinsame Prinzipien und nationale Unterschiede
Der Veranstaltungen sollen in allen Ländern denselben Prinzipien folgen. Diese sind:
- Die European Heritage Days finden an einem Wochenende im September statt;
- Es wird der Zugang zu Gebäuden bevorzugt, die sonst für die Öffentlichkeit nicht zugängig sind;
- Bei Bauwerken, die normalerweise zu besichtigen sind, sollen spezielle Aktivitäten, wie besondere Führungen, Ausstellungen, Konzerte oder Shows den Tag vom üblichen Programm abheben;
- Der Besuch der Denkmäler soll günstig, wenn möglich kostenlos sein;
- Familiengerechte Aktionen sollen speziell den Besuch durch Jugendliche und Kinder im Schulalter fördern;
- Der Begriff European Heritage Days soll europaweit durch die Organisationen verwendet und beworben werden;
- Dabei soll auch das zugehörige Logo in der Werbung verwendet werden.

Während des ganzen Monats September finden seither in den einzelnen Ländern in jeweils unterschiedlicher Länge (ein Tag, ein Wochenende oder länger) und mit jeweils unterschiedlichen Themen und Jahresmottos zahlreiche Veranstaltungen statt, die den gemeinsamen Grundsatz haben, im übergreifenden internationalen kulturellen Dialog den Reichtum und die Vielfalt des gemeinsamen Erbes ins Bewusstsein zu rufen und zugleich auch die zahlreichen nationalen und regionalen Eigenheiten und Spezialitäten in den Blickpunkt zu rücken.

### EHD in den einzelnen Ländern
- Deutschland – Tag des offenen Denkmals (zweiter Sonntag im September)
- Frankreich – Journées Européennes du Patrimoine
- Niederlande – Open Monumentendag
- Österreich – Tag des Denkmals (letzter Sonntag im September)
- Schottland – Doors Open Days
- Schweiz – Europäische Tage des Denkmals (zweites Wochenende im September)
- Slowakei – Dni európskeho kultúrneho dedičstva
- Tschechien – Dny evropského dědictví
- Ungarn – (Tage des kulturellen Erbes in Ungarn offene Denkmäler weit und breit)
- Lettland – Eiropas kultūras mantojuma dienas